# Джоузеф Мърфи
Джоузеф Мърфи (на английски: Joseph Murphy) е американски пастор, философ, преподавател и писател на произведения в жанра религиозна литература и книги за самопомощ.

## Биография
Джоузеф Мърфи е роден на 20 май 1898 г. в Балидехоб, Ирландия, в семейството на Денис Мърф и Елън Конъли. Баща му е лингвист и училищен директор на интернат за момчета. Обучен е в римокатолическата религия, присъединява към ордена на йезуитите и учи за свещеник. Едновременно завършва с бакалавърска степен фармацевтика. В началото на двайсетте си години, след провеждане на лечебна молитва малко след като е ръкоположен за свещеник, напуска йезуитите и се премества в САЩ. В САЩ става фармацевт в Ню Йорк. Посещава Църквата на Христос Лечителя (част от Църквата на Божествената наука) с пастор Емет Фокс.
В Ню Йорк среща професор Абдула, който е етиопски равин. Той го въвежда в движението „Нова мисъл“ и теориите за силата на подсъзнанието, Кабала, скрития смисъл на Библията, и силата на Бога в себе си.
По време на Втората световна война работи като фармацевт в медицинското отделение на 88-а пехотна дивизия. След войната изоставя фармацевтиката. В търсене на собствена си духовна вяра пътува до Индия, и прекарва много време с индийските мъдреци изучавайки хиндуиската философия, използвайки наученото при създаване на нова църква в Америка.
Запознава се с религиозната наука на Ърнест Холмс и е ръкоположен в религиозната наука от Холмс през 1946 г. След това преподава в Института за религиозна наука в Рочестър. Там се лекува успешно и от животозастрашаващ рак на кожата.
През 1949 г. се премества в Лос Анджелис. Срещата му с Ъруин Грег, президент на Църквата на Божествената наука, води до промяна в неговата насоченост и той става пастор на Църквата на Божествената наука в Лос Анджелис. Църквата се развива като една от най-големите църкви в страната част от движението „Нова мисъл“.
През следващото десетилетие той се жени и завършва с докторска степен психология в Южнокалифорнийския университет. Жена му умира през 1976 г. и той се жени повторно за своята дългогодишна сътрудничка и се мести в Лагуна Хилс.
Заедно с работата си на пастор пише много книги посветени на религиозното учение. Една от най-известните му книги е „Силата на твоето подсъзнание“.
Джоузеф Мърфи умира на 16 декември 1981 г. в Лагуна Хилс.

## Произведения
- This Is It or The Art Of Metaphysical Demonstration (1945)
- Wheels of Truth (1946)
- The Perfect Answer (1946)
- Supreme Mastery of Fear (1946)
- St. John Speaks (1948)
- Love is Freedom (1948)
- The Twelve Powers Mystically Explained (1948)
- Riches are Your Right (1952)
- The Miracles of Your Mind (1953)
- The Fragrance of God (1953)
- Magic of Faith (1954)
- The Meaning of Reincarnation (1954)
- Believe in Yourself (1955)
- How to Attract Money (1955)
- Traveling With God (1956)
- Peace Within Yourself (1956)
- Prayer Is the Answer (1956)
- How to Use Your Healing Power (1957)
- Quiet Moments with God (1958)
- Pray Your Way Through It (1958)
- The Healing Power of Love (1958)
- Stay Young Forever (1958)
- Mental Poisons and Their Antidotes (1958)
- How to Pray With a Deck of Cards (1958)
- Living without Strain (1959)
- Techniques in Prayer Therapy (1960)
- Nuclear Religion (1961)
- Lord Teach Us to Pray (1962) – продължение на „Traveling With God“
- Why Did This Happen to Me? (1962)
- The Power Of Your Subconscious Mind (1963)
Силата на твоето подсъзнание, изд. „Кибеа“, София (1998), прев. Мая Калоферова
Как да използвате силата на своето подсъзнание, изд. „Кибеа“, София (2013), прев. Яна Божинова
- The Miracle of Mind Dynamics (1964)
- The Amazing Laws of Cosmic Mind Power (1965)
Космическата сила на ума, изд. „Кибеа“, София (2019), прев. Капка Герганова
- Your Infinite Power to Be Rich (1966)
- The Cosmic Power Within You (1968)
Космическата сила в теб, изд.: ИК „Бард“, София (1999), прев. Екатерина Кузманова
- Infinite Power for Richer Living (1969)
- Secrets of the I Ching (1970)
Тайните на И-дзин, изд. „Кибеа“, София (2013), прев. Ирма Йорданова
- Psychic Perception: The Magic of Extrasensory Perception (1971)
- Miracle Power for Infinite Riches (1972)
- Telepsychics: The Magic Power of Perfect Living (1973)
- The Cosmic Energizer: Miracle Power of the Universe (1974)
- Great Bible Truths for Human Problems (1976)
- Within You Is the Power (1977)
- Songs of God (1979)
- How to Use the Laws of Mind (1980)
- These Truths Can Change Your Life (1982)
- Collected Essays of Joseph Murphy (1987)
Силата на твоето подсъзнание – 2, изд. „Кибеа“, София (2000), прев. Надежда Дашинова